# Columbus Junction
Columbus Junction è una città degli Stati Uniti d'America, situata nello Stato dell'Iowa, nella contea di Louisa.